# وسام الشمس
وسام الشمس(بالإسبانية: Orden El Sol del Perú)‏' هو أرفع وأعلى الأوسمة في الجمهورية البيروفية التي تمنحها لمواطنيها ولشخصيات عالمية بارزة في المجالات الأدبية والثقافية والفنية والمدنية والعسكرية. ويُعد أقدم الأوسمة في الأمريكيتين إذ يرجع تاريخه إلى عام 1821.

## درجات وسام الشمس[5]
- وسام الصليب الأعظم مطعمًا بالماس (الطوق الأعظم).
- الصليب الأعظم.
- القائد الأعلى.
- القائد.
- الضابط.
- الفارس.

| الصليب الأعظم المطعم بالماس | الصليب الأعظم | القائد الأعلى |
| القائد                      | الضابط        | الفارس        |